# Ligning
 Denne artikel bør gennemlæses af en person med fagkendskab for at sikre den faglige korrekthed.

En matematisk ligning er et åbent udsagn, som fastslår at to udtryk (ofte kaldet hhv. venstre og højre side af ligningen) er lige store, skrevet op på formen: (det ene udtryk) = (det andet udtryk). Almindeligvis indgår én eller flere ubekendte talstørrelser, repræsenteret ved et eller flere bogstaver (ofte {\displaystyle x}).
Et eksempel på en ligning er:

{\displaystyle 2\cdot x=4}
Som alle andre ligninger løses den ovenstående ved at isolere den ubekendte størrelse {\displaystyle x} ved at kende regnearternes hierarki og anvende af bestemte regneregler for ligninger: Derved bliver der populært sagt "flyttet rundt" på ligningen, så der ender med at stå, i dette tilfælde dividerer man ned 2 for at isolere {\displaystyle x} sådan:
{\displaystyle x={\frac {4}{2}}}
Hvis der kun er en enkelt ubekendt, ender man med den isolerede størrelse (her {\displaystyle x}) på den ene side af lighedstegnet, og et større eller mindre "regnestykke" med lutter kendte talstørrelser på den anden side: Svaret på dette regnestykke er det tal, der får de to udtryk i den oprindelige ligning til at være lig med hinanden, og det fundne tal for x siges at tilfredsstille ligningen.
Når man har fundet frem til at {\displaystyle x} er lig med et bestemt tal, kan man kontrollere den fundne løsning ved at erstatte alle forekomster af {\displaystyle x} i den oprindelige ligning: Dette giver to regneudtryk med lutter tal, hvis resultater skal være ens ifølge lighedstegnet imellem dem.
Generelt inddeler man ligninger i tre forskellige "hovedkategorier":
- Identiteter (eller formler) er regneudtryk der "altid" er sande, uanset talværdien af de(n) ubestemte størrelse(r). Eksemplet på dette er grundrelation (eller "idiotformlen"): cos²({\displaystyle x}) + sin²({\displaystyle x})= 1
- Absurditeter, som er ligninger hvor de to sider aldrig kan blive lige store, f.eks. {\displaystyle x} = {\displaystyle x} + 1
- Bestemmelsesligninger, som er ligninger der tilfredsstilles af visse talværdier (én eller flere – gerne uendeligt mange, som det er tilfældet med bl.a. trigonometriske ligninger[9][10]), men ikke alle.

Uafhængigt af ovenstående kategorier kan en ligning også klassificeres efter de regneoperationer den involverer, og dermed hvordan ligningen (for bestemmelsesligningernes vedkommende) skal løses:
Andengradsligning
Tredjegradsligning
Ligning af højere grad
Eksponentiel ligning
Trigonometrisk ligning
Differentialligning
Differentialligning af højere orden
Integralligning
Diofantisk ligning
med flere.

## Regneregler for ligninger
Der findes en række regneregler for ligninger, som beskriver de regneoperationer man kan lave på en ligning for at isolere en bestemt størrelse (som regel symboliseret ved bogstavet {\displaystyle x}). Generelt gælder, at man må at foretage en lang række forskellige regneoperationer på en ligning, så længe man konsekvent gør det samme på begge sider af lighedstegnet.

### De fire regnearter

#### Oversigt over regnearter for ligninger
Formål med at løse en ligning: at isolere {\displaystyle x}
så der kommer til at stå: {\displaystyle x} = et tal
| Regneart                                                           | et tal, der ikke er 0 | tallet 0                                                       | tallet {\displaystyle x}                                       |
| ------------------------------------------------------------------ | --------------------- | -------------------------------------------------------------- | -------------------------------------------------------------- |
| At addere eller subtrahere på begge sider af lighedstegnet med ... | OK                    | Det ændrer intet, så det er spild af tid.                      | OK, selv hvis det viser sig, at {\displaystyle x} = 0          |
| At multiplicere på begge sider af lighedstegnet med ...            | OK                    | Det er matematisk muligt, men fremmer ikke ligningens løsning. | Det er snedigt at notere forbeholdet: {\displaystyle x} ≠ 0    |
| At dividere på begge sider af lighedstegnet med ...                | OK                    | Det er matematisk umuligt at dividere med 0                    | Det er nødvendigt at notere forbeholdet: {\displaystyle x} ≠ 0 |

Man kan addere ("lægge til"), subtrahere ("trække fra"), multiplicere ("gange") og dividere ("dele") med det samme (frit valgte) tal på begge sider af lighedstegnet; tallet nul udgør dog en undtagelse: Man kan ikke dividere med nul (se oversigten ovenfor). Selvom det er muligt at addere med nul eller subtrahere med nul er det en dårlig idé at gøre sådan, for det vil ikke bringe et isoleret {\displaystyle x} nærmere. Det er muligt at multiplicere med nul men så bliver ligningen ændret til: 0 = 0 hvilket er et sandt udsagn, men det hjælper ikke med at isolere {\displaystyle x} så det er en meget dårlig idé at multiplicere med nul.
Eksempel på ligning og metoden til at isolere {\displaystyle x}
Følgende eksempel demonstrerer anvendelsen af denne regel på ligningen
{\displaystyle 3\cdot x-4=x+8}
<=> For at isolere den ubekendte størrelse (her {\displaystyle x}) skal alt hvad der "har med {\displaystyle x} at gøre" samles på den ene side af lighedstegnet. Det klares i dette eksempel ved at trække {\displaystyle x} fra på begge sider:
{\displaystyle 3\cdot x-4-x=x+8-x}
<=> På venstre side var der i forvejen 3 · {\displaystyle x}, hvorefter der blev trukket én gange {\displaystyle x} fra, så tilbage på venstre side står 2 · {\displaystyle x} – 4. På højre side stod et enkelt {\displaystyle x}, som nu "ophæves" af det x der netop er trukket fra, så efter denne operation ser ligningen således ud:
{\displaystyle 2\cdot x-4=8}
<=> Tilsvarende kan man flytte de -4 på venstre side over på den højre (dvs. "væk" fra siden med {\displaystyle x}) ved at lægge 4 til på begge sider. Så haves, at:
{\displaystyle 2\cdot x-4+4=8+4}
<=> På venstre side "ophæver" -4 og +4 hinanden (billedlig talt: Fire skridt fremad og fire tilbage fører tilbage til udgangspunktet), mens man på højre side erstatter det lille regnestykke med svaret, dvs. 12. Så står der:
{\displaystyle 2\cdot x=12}
<=> For at "slippe af" med 2-tallet på venstre side (så {\displaystyle x} bliver isoleret, dvs. står alene, på venstre side af ligningen) dividerer man med 2 på begge sider af lighedstegnet, hvorved ligningen ser sådan ud:
{\displaystyle {\frac {2\cdot x}{2}}={\frac {12}{2}}}
<=> Brøken på venstre side kan forkortes med 2, dvs. de to 2-taller (og med dem brøkstregen!) "forsvinder". På højre side er der kun det rationale tal, bekendte tal; brøken her er lig med 6. Nu har man isoleret {\displaystyle x} sådan:
{\displaystyle x=6}
Kontrol
Man kontrollerer, om man har regnet rigtigt ved at indsætte 6 i stedet for {\displaystyle x} i den øverste ligning:
{\displaystyle 3\cdot 6-4=6+8}
<=> På venstre-siden indsætter man 18 i stedet for 3·6 sådan:
{\displaystyle 18-4=6+8}
<=> På venstre-siden skriver man 14 i stedet for 18 - 4 sådan:
{\displaystyle 14=6+8}
<=> På højre-siden skriver man 14 i stedet for 6 + 8 sådan:
{\displaystyle 14=14}
Man ser, at udsagnet er sandt, så man har regnet rigtigt. Man konkluderer, at {\displaystyle x} = 6 er det korrekte facit.
Ved at vælge det rigtige tal og den rigtige regneoperation, kan man med reglen om at bruge de fire regnearter på ligninger flytte tal, bekendte såvel som ubekendte, mellem de to sider, og fjerne koefficienter til den/de ubekendte.
Regnereglerne kan tilsvarende bruges, når der arbejdes med uligheder. Dog skal man huske, at hvis der ganges el. divideres med et negativt tal, så skal ulighedstegnet vendes om.
Nulreglen: Et produkt giver 0, netop når mindst en af faktorerne er 0
F.eks: ab = 0
a = 0 eller b = 0

## Matematiske funktioner
Man kan, med visse begrænsninger, anvende forskellige matematiske funktioner på begge sider af lighedstegnet. Betingelsen er, at funktionen er injektiv, dvs. at for funktionen {\displaystyle f} og
2 tal {\displaystyle x} og {\displaystyle y} som f er defineret for, skal det gælde at hvis {\displaystyle f(x)=f(y)} så er {\displaystyle x=y}. For eksempel
må man generelt ikke kvadrere siderne i en ligning fordi kvadratfunktionen ikke er injektiv
idet {\displaystyle x^{2}=(-x)^{2}}. Men hvis man kan vise eller forudsætte at begge sider
af ligningen er positive eller at begge sider er negative, er det tilladt at kvadrere da man
i så fald har begrænset brugen af kvadratfuntionen til et område hvor den er injektiv.
Drejer det sig om en forudsætning, skal man efterfølgende sikre sig at den holder for de fundne løsninger.
Visse funktioner er ikke defineret for alle tal (f.eks. kan man ikke tage logaritmen til andet end positive tal), så hvis man bruger en sådan funktion af lighedstegnet i en ligning, sker det på betingelse af at begge sider giver et tal hvori den anvendte funktion er defineret.

Dette kan betyde, at når man har regnet sig frem til én eller flere værdier for den ubekendte, må man sikre sig at ingen af løsningerne giver anledning til at der undervejs i de beregninger man har foretaget, bliver taget f.eks. en logaritme til nul eller et negativt tal. Løsninger der støder på sådanne "problemer" undervejs, må kasseres – evt. med den konsekvens at ligningen ingen løsninger har, og derfor (blandt matematikere) omtales som en absurditet.

### Logaritmer
Hvis man i en ligning har en side på formen {\displaystyle t^{x}} , hvor {\displaystyle t} er et konstant, kendt tal og {\displaystyle x} er den ubekendte der skal isoleres, kan man tage logaritmen (enten naturlig, ti-tals-, eller logaritmer med ethvert andet grundtal) til begge sider, eftersom {\displaystyle t^{x}} altid er større end nul (for positive værdier af {\displaystyle t}). Da man skal gøre det samme på begge sider af lighedstegnet, må man betinge sig at den anden side også er positiv for alle relevante løsninger for den ubekendte.

### Potenser
For heltallige værdier af {\displaystyle n} er {\displaystyle x^{n}} defineret for alle reelle tal {\displaystyle x}.
Man kan uden begrænsninger opløfte begge sider til en ulige heltallig potens for at "pille" for eksempel et kubikrodstegn af den ubekendte. Man kan opløfte til lige potenser for at fjerne for eksempel kvadrattegn når det vides at ligningens sider har samme fortegn.

### Rødder
Hvis man har ligning på formen {\displaystyle x^{n}=a} , hvor t er en kendt konstant og forskellig fra 0, kan man tage den {\displaystyle t'}'te rod på begge sider af lighedstegnet. Dog skal man være opmærksom på, at for negative værdier af a og lige, heltallige værdier af {\displaystyle t}, giver {\displaystyle {\sqrt[{t}]{a}}} et komplekst tal; dette kan udelukke løsninger hvis man på forhånd ved at det ubekendte {\displaystyle x} skal være et reelt tal.

## Software løser ligninger
Flere lommeregnere og matematisk software med Computer Algebra System (CAS) kan løse en ligning med kommandoen: solve(ligning,{\displaystyle x}). Til denne kategori af CAS-værktøjer hører bl.a.:
- TI-89[14]
- TI-92[15]
- Voyage 200
- TI-NSpire
- Maple[16]
- Xcas[17]
- Wolfram Mathematica
- SageMath
- CPMP-Tools
- Yacas
- ExpressionsinBar

Disse websites løser ligning:
- https://quickmath.com/webMathematica3/quickmath/equations/solve/basic.jsp
- http://www.wolframalpha.com/input/?i=solve(Q%3D300-2Q,Q)

## Bøger
- Holth, Klaus m.fl. (1987): Matematik Grundbog 1. Forlaget Trip, Vejle. ISBN 87-88049-18-3
- Carstensen, Jens & Frandsen, Jesper (1988): Matematik 1 - Opgaver. Forlaget Systime, Herning. ISBN 8773516872
- Carstensen, Jens & Frandsen, Jesper (1990): Obligatorisk matematik. Forlaget Systime, Herning. ISBN 87-7783-630-8
- Jessen, Claus (1994): Tal, statistik og sandsynligheder - gymnasiematematik, obligatorisk niveau. Gyldendal Undervisning, København. ISBN 87-00-18812-3